# Jürgen Knieper
Jürgen Knieper (nacido el 14 de marzo de 1941) es un compositor de música cinematográfica alemán. Nacido en Karlsruhe, se educó en la Escuela Superior de Música del Estado de Berlín.

## Carrera
Comenzó a trabajar para el director Wim Wenders con su película de 1972 El miedo del portero al penalti. Por la película de Wenders The Wrong Move de 1975, Knieper ganó el Premio del Cine Alemán a la Mejor Música.
Wenders volvió a recurrir a Knieper para la música de su película de 1987 El cielo sobre Berlín. Knieper supuso que arpas y violines serían suficientes para la partitura de una película sobre ángeles, hasta que vio un corte de la película. Al ver que los ángeles estaban descontentos, escribió una partitura diferente empleando un coro, voces y silbidos. La musicóloga Annette Davison argumentó que esta partitura incluye elementos de la música cristiana ortodoxa y de Europa del Este.
En 1990, fue nominado al Premio del Cine Europeo al Mejor Compositor por La novia de diciembre.

## Filmografía
Sus películas incluyen:
- La ansiedad del portero ante el penalti (1972)
- La letra escarlata (1973)
- El movimiento equivocado (1975)
- El amigo americano (1977)
- Alemania, Madre pálida (1980)
- Christiane F. – Nosotros, los niños del zoológico de Bahnhof (1981)
- Habitación 666 (1984)
- Borde del río (1987)
- Alas del deseo (1987)
- Paint It Black (1989)
- La novia de diciembre (1990)
- Historia de Lisboa (1994)

- Tuvalu (1999)